# Landtagswahlkreis Osterburg – Stendal II
Der Landtagswahlkreis Osterburg – Stendal II ist ein ehemaliger Landtagswahlkreis in Sachsen-Anhalt. Er existierte in diesem Zuschnitt nur zur Landtagswahl 1990.

## Wahlkreisgebiet
Der Wahlkreis umfasste den gesamten Kreis Osterburg und die Orte  Arneburg, Dobberkau, Eichstedt, Grassau, Groß Schwechten, Hämerten, Hassel, Hohenwulsch, Jarchau, Langensalzwedel, Lindtorf, Miltern, Rochau, Sanne, Schinne, Schorstedt, Staffelde, Storkau und Tangermünde des damaligen Kreises Stendal mit dem Gebietsstand vom Juli 1990.

## Wahlergebnis
Bei der Landtagswahl in Sachsen-Anhalt 1990 hatte der Wahlkreis die Wahlkreisnummer 2 Es traten folgende Kandidaten an:
|                   |                         | Erst- stimmen | Erst- stimmen | Zweit- stimmen | Zweit- stimmen |
| Bewerber          | Partei                  | Anzahl        | %             | Anzahl         | %              |
| ----------------- | ----------------------- | ------------- | ------------- | -------------- | -------------- |
| Wahlberechtigte   | Wahlberechtigte         | 47.621        | 100,0         | 47.621         | 100,0          |
| Wähler            | Wähler                  | 30.865        | 64,8          | 30.865         | 64,8           |
| Ungültige Stimmen | Ungültige Stimmen       | 1.042         | 3,4           | 931            | 3,0            |
| Gültige Stimmen   | Gültige Stimmen         | 29.823        | 96,6          | 29.934         | 97,0           |
| davon             |                         |               |               |                |                |
| Bernd Sennecke    | CDU                     | 13.037        | 43,7          | 12.497         | 41,7           |
|                   | SPD                     | 8.407         | 28,2          | 8.614          | 28,8           |
|                   | PDS                     | 3.329         | 11,2          | 3.433          | 11,5           |
|                   | FDP                     | 2.415         | 8,1           | 2.733          | 9,1            |
|                   | Grüne Liste/Neues Forum | 1.555         | 5,2           | 1.487          | 5,0            |
|                   | DFD                     | 738           | 2,5           | 452            | 1,5            |
|                   | DSU                     | 342           | 1,1           | 319            | 1,1            |
|                   | NPD                     | -             | -             | 50             | 0,2            |
| –                 | REP                     | –             | –             | 145            | 0,5            |
| -                 | DBU                     | –             | –             | 109            | 0,4            |
| –                 | Christliche Liga        | –             | –             | 47             | 0,2            |
| –                 | CSP                     | –             | –             | 33             | 0,1            |
| –                 | USPD                    | –             | –             | 15             | 0,1            |